# Kurzyślad błękitny
Kurzyślad błękitny (Anagallis foemina Mill., właśc. Lysimachia foemina (Mill.) U. Manns & Anderb.) – gatunek rośliny należący do rodziny pierwiosnkowatych. W Polsce występuje na południu kraju i na Kujawach. Jest rośliną rzadką i prawdopodobnie archeofitem.

## Morfologia

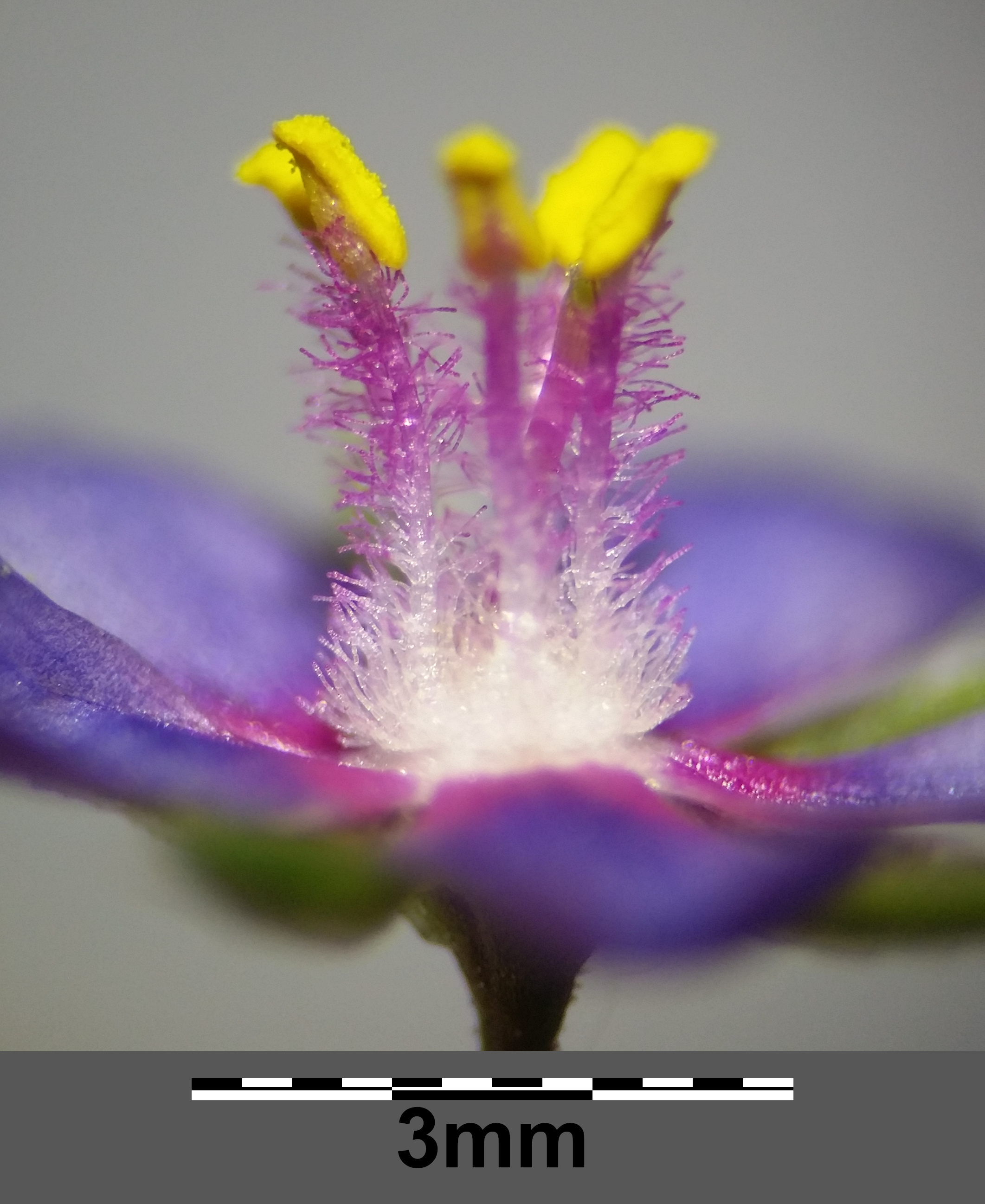
Kwiat (pręcikowie)

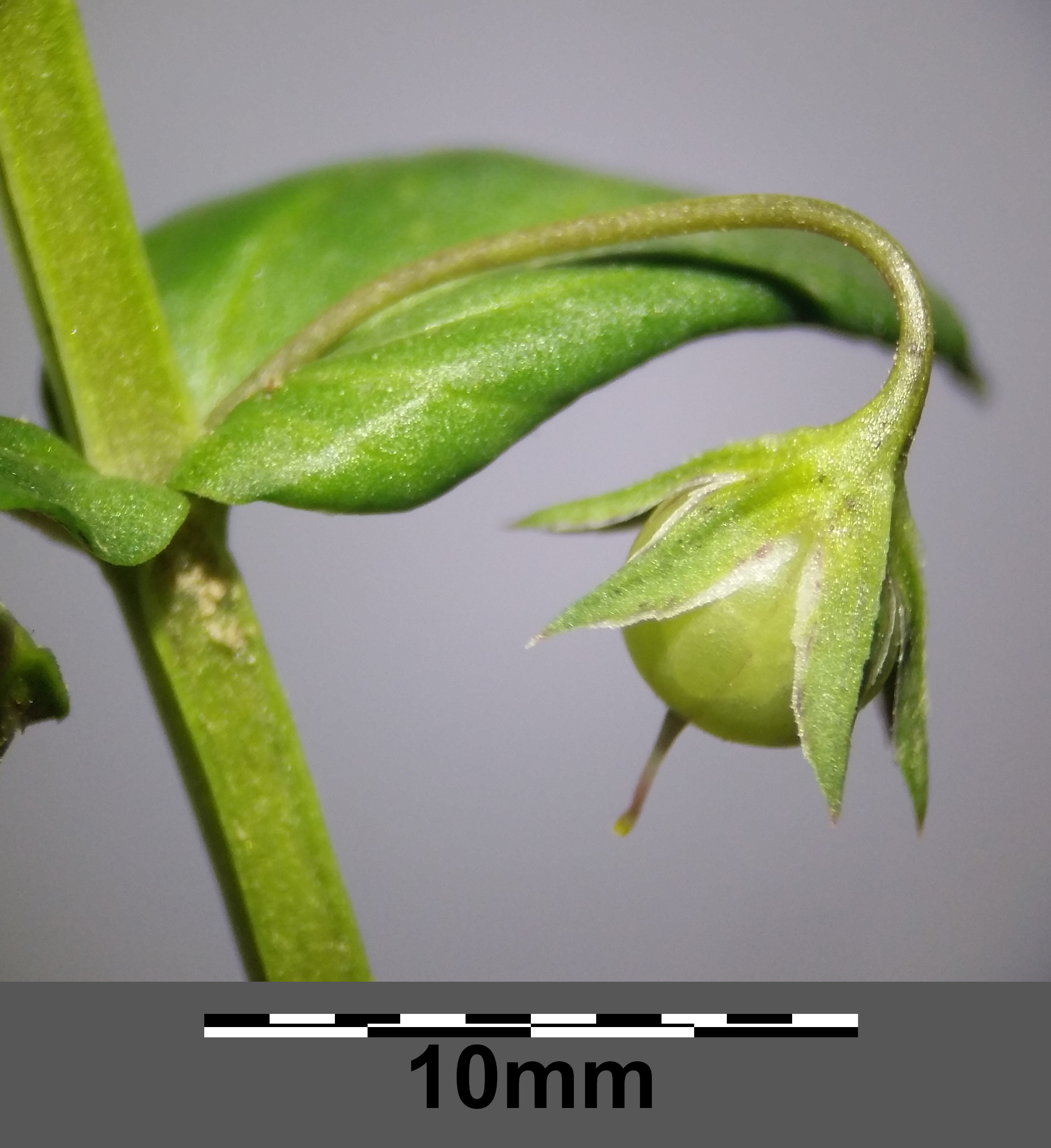
Owoc

ŁodygaPłożąca się,
LiścieDługości 5–20 mm. Naprzeciwległe, wąskojajowate (węższe niż liście kurzyśladu polnego).
KwiatyPięciopłatkowe, o średnicy 5 mm. Płatki korony drobno ząbkowane, niebieskie, u nasady czerwono nabiegłe. Osadzone pojedynczo w kątach liści.

## Biologia i ekologia
Roślina jednoroczna. Kwitnie od maja do października. Siedlisko: pola (chwast), nieużytki. Preferuje gleby wapienne. W klasyfikacji zbiorowisk roślinnych gatunek charakterystyczny dla Ass. Caucalido-Scandicetum.

## Zagrożenia i ochrona
Gatunek umieszczony na Czerwonej liście roślin i grzybów Polski (2006) i na obszarze Polski uznany za narażony (kategoria zagrożenia V). W wydaniu z 2016 roku otrzymał kategorię NT (bliski zagrożenia).